# 吉田賢龍
- 吉田賢竜
- 吉田賢龍

吉田 賢龍（よしだ けんりゅう、前名・三次郎、1870年3月6日（明治3年2月5日） - 1943年（昭和18年）1月4日）は、明治時代から昭和初期にかけての日本の教育者。族籍は石川県平民。
真宗東京中学校、旧制千葉中学校（千葉県立千葉高等学校の前身）校長、第七高等学校造士館（鹿児島大学の前身の一つ）館長、広島高等師範学校・広島文理科大学（ともに広島大学の前身の一つ）校長・初代学長、旧制修道中学校（修道高等学校の前身）校長を歴任した。

## 略歴
石川県生まれ。吉田與助の二男。京都府立尋常中学、第三高等中学を経て1897年、東京帝国大学文科大学哲学科を卒業。卒業後直ちに、東京真宗中学の主幹兼教授となり、1900年から3年間校長も務めた。その後、早稲田大学の講師を務め、1907年には千葉中学校の校長になった。
1914年、七高の事務取扱を命ぜられ、1915年4月14日には館長（校長）に就任した。1927年に広島文理科大学創立委員を委嘱されると、1929年に広島高等師範学校校長を兼任のまま広島文理科大学初代学長に就任。翌1930年3月には、昭和天皇に3回にわたってご進講を行った。1934年6月文理科大学長を退任。その後修道中学校（現在の修道中学校・修道高等学校）の校長を務める。1935年、広島文理科大学名誉教授。
1943年1月4日に死去。享年72。

## 人物
同郷の泉鏡花とは親友であり、1903年に妻すずとの結婚の際には、結婚資金を工面するなど支援している。また鏡花の代表作『高野聖』は、吉田賢龍の飛騨越えの体験談を元にしていると言われている。
1930年、分家。石川県在籍で、住所は広島市西白島町。趣味は謡曲。宗教は真宗。

## 家族・親族
吉田家
- 父・與助[1][2]
- 母・いよ（1839年 - ?、石川、吉田安右衛門の二女）[1][2]
- 兄・善太郎（1865年 - ?）[2]
  - 同妻[3]
  - 長男[3]
  - 三男[3]
  - 長女[3]
- 姉、妹[2]
- 妻・勇（1875年 - ?、東京、星野男三郎の妹）[2][3]
- 長男・龍男（1901年 - ?、大阪府都市計画課勤務）[4]
- 男・賢次（1902年 - ?）[2]
- 男（1906年 - ?）[2]
- 長女・壽子（1908年 - ?、東京、佐々木武雄の妻）[4]
- 二女（1911年 - ?）[4]
- 三女（1913年 - ?）[4]

## 著作

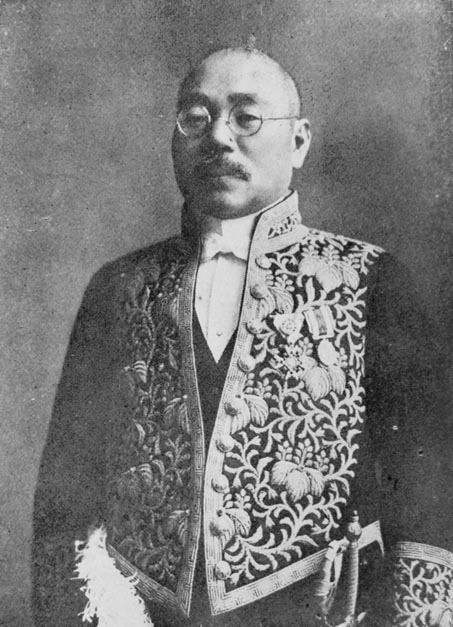
吉田賢龍

- 『釈迦史伝』 常磐大定、近角常観共述、森江書店、1904年8月
- 『教育及宗教上より観たる 地方改善事業』 中央社会事業協会地方改善部〈地方改善事業叢書〉、1924年9月
- 『哲学思潮』 呉市公民講座、1930年12月
- 『哲学思潮と日本精神』 大阪府思想問題研究会〈思想叢書〉、1935年1月
- 『内的生命観』 目黒書店、1935年5月
- 『明朗なる人生』 広島逓信局、1937年2月

## 関連文献
- 『学校教育』第258号、学校教育研究会、1934年8月
- 『丁酉倫理会 倫理講演集』第484輯、大日本図書、1943年2月
- 増田五良 「鏡花作『高野聖』往還 : 旅の僧のモデル・吉田賢龍氏のこと」（『図書新聞』第1183号、図書新聞社、1972年10月14日）
  - 田中励儀編 『泉鏡花『高野聖』作品論集』 クレス出版〈近代文学作品論集成〉、2003年3月、ISBN 4877331425
- 吉田昌志 「泉鏡花「瓔珞品」の素材（一） : 吉田賢龍のことなど」（『学苑』第683号、昭和女子大学近代文化研究所、1997年1月、NAID 110000134517）
  - 「泉鏡花「瓔珞品」の素材（二）」（『学苑』第685号、1997年3月、NAID 40000440105）
  - 「泉鏡花ゆかりの人々 : 吉田賢龍のことなど・補遺」（『いずみ通信』第25号、和泉書院、1999年4月）